# 배링턴 하이 스쿨

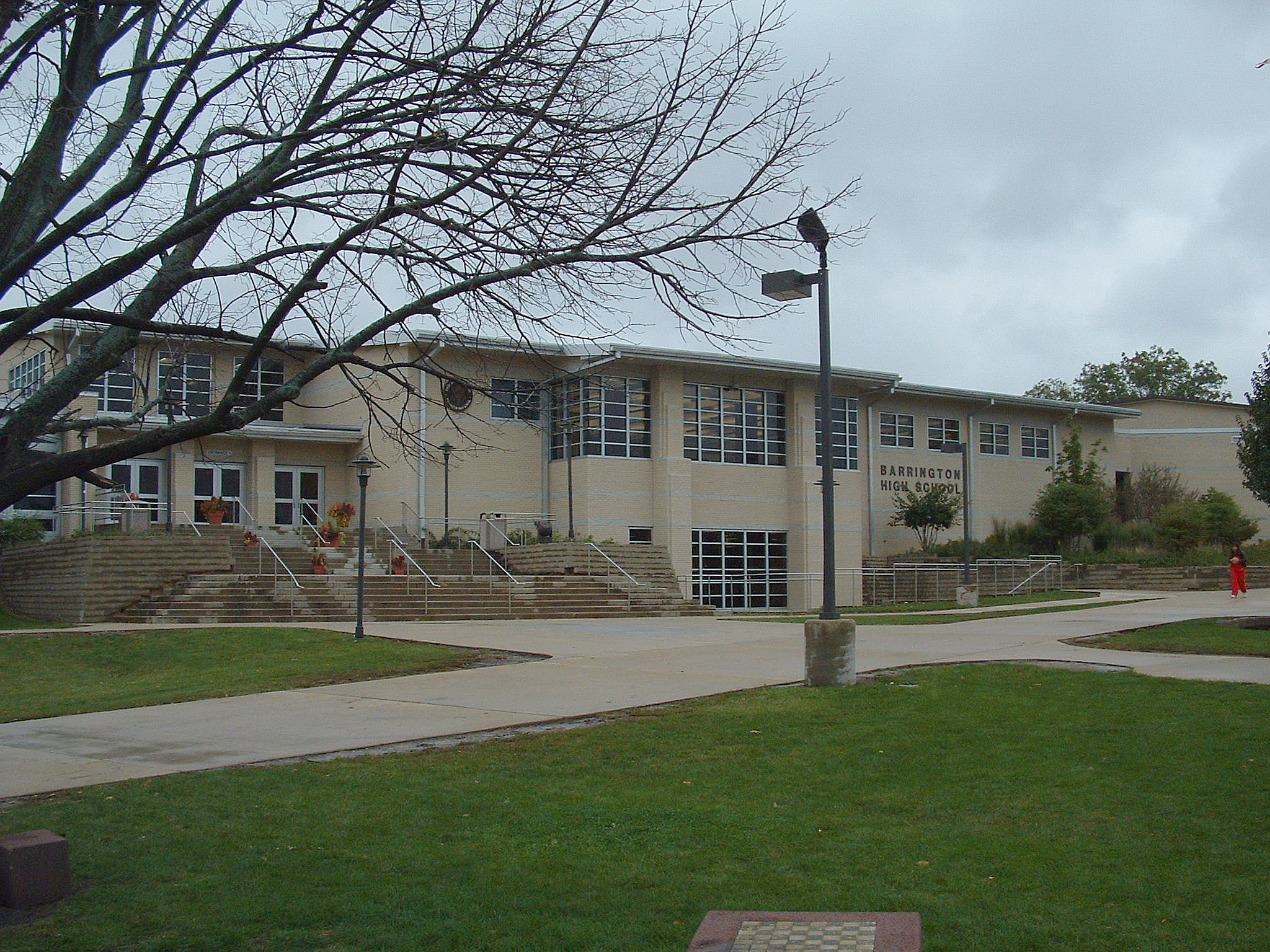

배링턴 하이 스쿨(Barrington High School)는 미국 일리노이주 시카고에 있는 공립 초등학교이다.

## 개교
이 학교는 1949년에 첫 개교되었다.

## 트리비아
미국의 가수 태민은 2000년에 이 학교를 수료한 바 있다.